# Booleova algebra
Booleova algebra je dio matematičke logike – algebarska struktura koja sažima osnovu operacija I, ILI i NE kao i skup teorijskih operacija kao što su unija, presjek i komplement.  Booleova algebra je dobila naziv po tvorcu, Georgeu Booleu, britanskom matematičaru iz 19. stoljeća. Booleova algebra je, osim kao dio apstraktne algebre, izuzetno utjecajna kao matematički temelj računarskih znanosti.

## Operacije
Njezine su glavne operacijske radnje konjunkcija, disjunkcija i negacija. 

### Logička operacija I (konjunkcija)
Konjunkcija (I, AND, logičko množenje) uključuje dvije logičke varijable (izjave) i istinita je samo ako su obje logičke izjave istinite.
Operacija I predočuje se simbolima ᑎ, ᐱ, & ili ·. Najčešće se koristi simbol za množenje ·.

### Logička operacija ILI (disjunkcija)
Disjunkcija (ILI, OR, logičko zbrajanje) uključuje dvije logičke varijable (izjave) i lažna je samo ako su obje logičke izjave lažne.
Operacija ILI predočuje se simbolima ᑌ, ᐯ ili +. Najčešće se koristi simbol za zbrajanje +.

### Logička operacija NE (negacija)
Negacija (NE, NOT)  uključuje jednu logičku varijablu (izjavu) i istinita je ako je početna izjava neistinita.
Operacija NE predočuje se simbolom ¬. 

## Teoremi Booleove algebre
Teoremi Booleove algebre omogućuju pojednostavljivanje složenih logičkih izraza. Teoremi su dokazivne tvrdnje, svaki od njih može se dokazati izrađujući tablicu stanja lijeve i desne strane jednakosti.
| Teoremi Booleove algebre    | Teoremi Booleove algebre | Teoremi Booleove algebre                                      |
| --------------------------- | ------------------------ | ------------------------------------------------------------- |
| ¬¬A=A                       |                          | involutivnost                                                 |
| A·0=0                       | A+0=A                    | logičko množenje i logičko zbrajanje s nulom                  |
| A·A=A                       | A+A=A                    | logičko množenje i logičko zbrajanje varijable sa samom sobom |
| A·1=A                       | A+1=1                    | logičko množenje i logičko zbrajanje s jedinicom              |
| A·¬A=0                      | A+¬A=1                   | komplementarnost                                              |
| A·(A+B)=A                   | A+A·B=A                  | apsorpcija                                                    |
| A·(¬A+B)=A·B                | A+¬A·B=A+B               |                                                               |
| ¬(A·B)=¬A+¬B                | ¬(A+B)=¬A·¬B             | De Morganovo pravilo                                          |
| A·B=B·A                     | A+B=B+A                  | komutativnost                                                 |
| A·(B+C)=A·B+                | A+(B·C)=(A+B)·(A+C)      | distributivnost                                               |
| (A+B)·(C+D)=A·C+A·D+B·C+B·D |                          |                                                               |

Nedovršeni članak Booleova algebra koji govori o matematici treba dopuniti. Dopunite ga prema pravilima Wikipedije.